# Franc CFA Trung Phi

Tờ 1000 CFA franc Trung Phi.

Các nước sử dụng CFA franc Trung Phi

CFA franc Trung Phi (mã ISO 4217: XAF) là đơn vị tiền tệ chung của 6 nước Trung Phi trong Cộng đồng Kinh tế và Tiền tệ Trung Phi gồm: Cameroon, Cộng hòa Trung Phi, Tchad, Cộng hòa Congo, Guinea Xích Đạo và Gabon.
Đơn vị tiền tệ này do Ngân hàng Trung ương các Quốc gia Tây Phi phát hành với các mệnh giá:
- 1, 2, 5, 10, 25, 50, 100, 500 franc (tiền kim loại)
- 500, 1000, 2000, 5000, 10.000 franc (tiền giấy)

Trên danh nghĩa franc được chia thành 100 centime. Song trong thực tế không có mệnh giá centime nào được phát hành.
CFA franc Tây Phi hiện đang được neo vào Euro theo tỷ lệ 655.957 franc = 1 euro.
Ngày 25 tháng 4 năm 2023, cuộc họp cấp bộ trưởng Cộng đồng Kinh tế và Tiền tệ Trung Phi (Cemac) và Pháp được tổ chức. Đặc biệt, chủ đề của đồng franc CFA đã được thảo luận. Về phía Pháp, bảo lãnh cung cấp cho đồng franc CFA và đảm bảo khả năng chuyển đổi của nó, được coi là một yếu tố ổn định kinh tế cho khu vực. Pháp vẫn “mở” và “sẵn sàng” để tiến hành cải cách hợp tác tiền tệ ở Trung Phi, chẳng hạn như nó đã có thể diễn ra ở Tây Phi. Pháp cho biết sẵn sàng tiếp nhận các đề xuất của CEMAC. Lưu trữ ngày 9 tháng 6 năm 2023 tại Wayback Machine.